# The Devil, the Servant, and the Man (film 1910)
The Devil, the Servant, and the Man è un cortometraggio muto del 1910 diretto da Frank Beal. Fu la prima versione di un soggetto che Beal portò altre due volte sullo schermo, nel 1912 e nel 1916.

## Produzione
Il film fu prodotto dalla Selig Polyscope Company.

## Distribuzione
Distribuito dalla General Film Company, il film - un cortometraggio in una bobina - uscì nelle sale cinematografiche statunitensi il 27 gennaio 1910.

## Versioni di The Devil, the Servant, and the Man
- The Devil, the Servant, and the Man, regia di Frank Beal (1910)
- The Devil, the Servant and the Man, regia di Frank Beal  (1912)
- The Devil, the Servant, and the Man, regia di Frank Beal  (1916)